# WATTA SHINKER '06 TOUR 〜mu-ruiinchu〜
『WATTA SHINKER '06 TOUR 〜mu-ruiinchu〜』（ワッターシンカー'06ツアー ムールイインチュ）は、日本のバンドHYの3枚目の映像作品。2006年11月1日発売。発売元は東屋慶名建設。

## 概要
ツアーファイナルの沖縄コンベンション劇場でのライブを収録。オフショット写真やインタビューをまとめた100ページ以上にもわたるドキュメント・ブック付。

## 収録曲
1. Intro～モノクロ～
2. この物語
3. ポーカーフェイス
4. AM 11:00
5. canvas
6. あなたにキス
7. 森
8. I JUST DO IT FOR YOU
9. Ocean
10. (Te to Te)
11. てがみ
12. scene
13. 4WD
14. Hy I♡ Summer
15. En1.Nao
16. En2.モノクロ
17. En3.旅立ち